# 大久保諶之丞

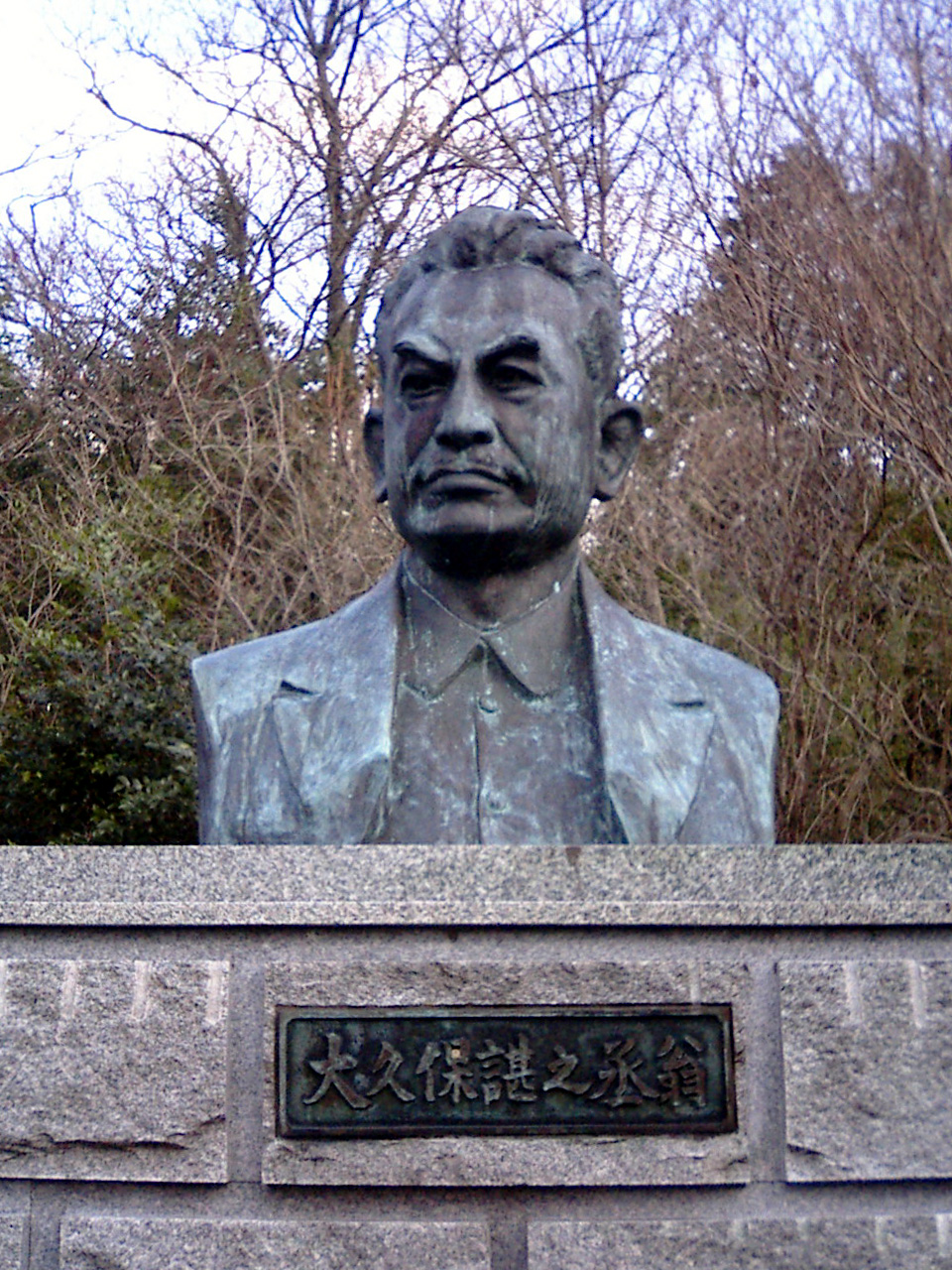
大久保諶之丞（胸像）

大久保 諶之丞（おおくぼ じんのじょう、1849年10月2日（嘉永2年8月16日） - 1891年（明治24年）12月14日）は、明治期日本の政治家。明治初期に四国新道（現在の国道32号、国道33号等の前身）・香川用水・瀬戸大橋を提唱したことで知られる。
尽誠学園の創始者大久保彦三郎は実弟。

## 略歴
1849年10月2日（嘉永2年8月16日）、讃岐国三野郡財田上村戸川（現在の香川県三豊市財田町財田上字戸川）の大地主であった大久保森冶の三男として生まれる。1872年（明治5年）5月財田村吏員、その後郡吏員等を経て、1888年（明治21年）に愛媛県会議員、翌年、香川県が愛媛県から分離したことに伴い香川県会議員となる。この間、私財を投じて道路・橋梁を整備、奨学資金の貸付け、病院建設への資金の寄贈等又、讃岐鉄道・北海道移住などを提唱・実行する。1889年（明治22年）5月23日、讃岐鉄道開通式での祝辞で瀬戸大橋の構想を披露している。1891年（明治24年）、議会での演説中に倒れ、12月14日42歳で死去。

## 業績

### 道路建設
1874年（明治7年）ごろから、私財を投じて出身地の財田上村内の道路改修を行い、延べ15.6キロメートルの道路の改修を成し遂げた。このとき、土木技術や測量技術を身につける。さらに1884年（明治17年）に四国新道の計画を立案し、道路建設では自らハンドレベルを持ち測量を行い、私財を投じて完成させた。1885年（明治18年）に起工、1890年（明治23年）に讃岐（現在の香川県）の道路延長38.382キロメートルと阿波（現在の徳島県）の道路延長31.434キロメートルが竣工している。
四国新道の最初の部分である讃岐新道について、大久保の計画書によれば、道幅は4間、両側の並木敷が1間、湿抜溝は幅5尺・深さ3尺、平均勾配は1間につき2寸4厘としており、これは1885年（明治18年）の太政官布達で出された当時の国道規格にほぼ合致し、馬車通行も想定に含まれた内容としている。
大久保が建設を推進した道路の一部は現在もそのまま残されており、大久保の銅像が建つ仲多度郡琴平町の県立琴平公園の高台からは、旧多度津街道（国道319号）から琴平町の中心街である香川県道208号大麻琴平買田線につながっている直線道路を望むことが出来る。

### その他
- 北海道開拓移民－自ら資金を出し、毎年数百人を北海道に移住させた。
- 多度津港改修

## エピソード
讃岐鉄道開通の祝辞では上記略歴の通り、「塩飽諸島を橋台となし（中略）架橋連絡せしめば、常に風波の憂なく（中略）南来北向、東奔西走瞬時を費さず、それ国利民福これより大なるはなし。」と瀬戸大橋構想を披露した。この構想は、大久保が提唱する2か月前の1889年3月、旅芸人杉本常太郎の一行がアメリカ興行から帰国した折りに、航海の安全参りで金刀比羅宮に石版画製でニューヨークのブルックリン橋が描かれた絵馬を奉納したことから、大久保が故郷にある金刀比羅宮でこの絵馬を見たか、あるいは杉本の属する玉木一座の誰かに会ってブルックリン橋建設の偉業を聞き知った可能性が高いのではないかと推測されている。
香川用水の計画を提唱した際に「笑わしゃんすな百早年先は財田の山から川舟出して月の世界へ往来する」という都々逸を歌っている。瀬戸大橋構想は1889年、香川用水構想は1891年。まだ明治維新から20数年しか経っていない時代のことである。

## 死後
父祖から受け継いだ財産はほとんどが工事金不足の穴埋めに使われたため、残された家族は三度の食事にも事欠いたという。
大久保の構想した四国新道は、1894年（明治27年）に全道開通。香川用水は1974年（昭和49年）に、瀬戸大橋は1988年（昭和63年）に完成している。

## 関連書籍
- 梅谷徹哉 『蒼天に架ける フロンティア諶之丞』 美巧社、1988年初版。
- 梅谷徹哉 『蒼天に架ける フロンティア大久保諶之丞』 美巧社、2016年12月第２版。ISBN 978-4-86387-077-2